# Yang Hak-seon
Yang Hak-seon (kor. 양 학선, ur. 6 grudnia 1992) – południowokoreański gimnastyk. Złoty medalista olimpijski z Londynu.
Zawody w 2012 były jego pierwszymi igrzyskami olimpijskimi. Specjalizuje się w skoku i to w nim zdobył w 2012 złoty medal – był to pierwszy złoty medal olimpijski wywalczony przez Koreę Południową w gimnastyce sportowej. W konkurencji tej był również mistrzem świata w 2011 i 2013. Był medalistą igrzysk azjatyckich, złotym w 2010 (skok) i srebrnym w 2014 (skok i drużyna). Na uniwersjadzie sięgał po złoto we skoku (2013) i srebro w drużynie (2015).